# Toshihiro Hanada
Toshihiro Hanada ist ein ehemaliger japanischer Skispringer.
Sasaki bestritt am 13. Januar 1980 sein einziges Springen im Skisprung-Weltcup. In seiner Heimat Sapporo erreichte er dabei mit dem 9. Platz sieben Weltcup-Punkte. Durch diese sieben Punkte belegte er am Ende der Weltcup-Saison 1979/80 gemeinsam mit Paul Egloff und Jan Holmlund sowie seinen Landsleuten Shin’ichi Tanaka und Takao Itō den 79. Platz in der Weltcup-Gesamtwertung.